# Fúriadüh
Fúriadüh Az élet maga a düh alcímmel Salman Rushdie 2001. szeptember 11-e előtt nem sokkal megjelent műve, mely talán az utolsó regény, amely hitelesen ábrázolja azt az önfeledt mindennapjait élő várost, ami New York volt a terrortámadás előtt.

## Történet
|  | Alább a cselekmény részletei következnek! |

Malik Solanka indiai származású eszmetörténész és babakészítő egy napon kilép addigi életéből. Elhagyja családját, és New Yorkba utazik újjászületni, megtisztulni, de mindenekelőtt lecsillapodni, mert oly hatalmas düh tombol benne, hogy attól fél, még kárt tenne szeretteiben. A város apró csetepatéiból, a taxisok szitkozódásaiból néha a felszínre bukkannak fontosabb események, személyek (mint például egy sorozatgyilkos alakja, aki betondarabokkal öl meg nőket), de Solankát ezek sokáig nem is igen érdeklik, zavarják. Jól érzi magát ebben az óriás betondzsungelben, ahol elbújhat és szabadjára engedheti gondolatait és vágyait. Hosszú merengéseiből két nő, Mila Milo és Neela Mahendra rántja ki, akik előbb megigézik, majd fülébe sikoltják szörnyű átkaikat. E két nő hangjához csatlakozik a feleség, akivel Malik rendszeresen beszél telefonon: a nő kétségbeesetten próbálja rávenni férjét, hogy térjen haza kisfiához és hozzá. Vele válik majd teljessé a fúriák kara, és Solanka kezdi úgy érezni, hogy nemsokára teljesen el fogja veszíteni a józan eszét.
|  | Itt a vége a cselekmény részletezésének! |

## Magyarul
- Fúriadüh; ford. Greskovits Endre; Ulpius-ház, Bp., 2003 (Ulpius klasszikusok), ISBN 963-94-7563-7